# Reinerite
La reinerite è un minerale.